# 王汉民
王汉民（1943年5月—），男，陕西延安人，中华人民共和国政治人物，曾任青海省人民政府副省长，广西壮族自治区政协副主席，第八、九届全国人大代表。